# ブライアン・バスケス
ホセ・ブライアン・バスケス・フローレス（José Bryan Vásquez Flores、1987年8月26日 - ）は、コスタリカのプロボクサー。元WBA世界スーパーフェザー級暫定王者。コスタリカでは男子プロボクサー初の世界王者。妻は同国の女子プロボクサーハンナ・ガブリエルで世界初の世界王者同士の夫婦。

## 来歴
2011年11月3日、サンホセ州ザポテにあるペッパーズナイトクラブでサントス・ベネビデス（ニカラグア）とWBA世界スーパーフェザー級暫定王座決定戦を行い、12回3-0（2者が119-109、118-109）の判定勝ちを収め暫定ながらコスタリカ初の男子世界王者となったと同時にホルヘ・ソリスに続き2人目の暫定王者の誕生という異常事態となった。
2012年7月21日、メキシコ・ティフアナのアウディトリオ・ムニシパルでホルヘ・ラシエルバ（メキシコ）と対戦し、9回1分45秒TKO勝ちを収め初防衛に成功した。
2012年12月31日、東京都・大田区総合体育館でWBA世界スーパーフェザー級王者内山高志（ワタナベ）と王座統一戦を行い、猛烈なラッシュを浴びてプロ初黒星となる8回終了時TKO負けを喫し王座統一による2度目の防衛に失敗、暫定王座から陥落すると共に1年間保持してきた暫定王座は正規王座に吸収される形で消滅した。
2013年2月28日、サンホセ州ティバスのエスタディオ・リカルド・サプリサ・アイマでルイス・エルネスト・ホセ(ドミニカ共和国)と対戦し、初回2分59秒KO勝ちを収め再起に成功した。
2013年10月26日、サンホセ州アティージョのスポーツシティジムでWBA世界スーパーフェザー級4位のレネ・ゴンサレス（ニカラグア）とWBA世界スーパーフェザー級暫定王座決定戦を行い、5回2-0（48-48、49-46.5、49.5-47.5）の負傷判定勝ちを収め10ヵ月ぶりの王座返り咲きに成功した。
2013年12月29日、WBAから元WBA世界フェザー級暫定王者でWBA世界スーパーフェザー級2位のハビエル・フォルトゥナと指名試合を行うよう指令を出された。
2014年4月12日、アメリカデビュー戦をネバダ州ラスベガスのMGMグランド・ガーデン・アリーナでWBA世界スーパーフェザー級8位のホセ・フェリックス・ジュニアと対戦し、12回3-0(117-110、2者が114-113)の判定勝ちを収め初防衛に成功した。
2014年12月20日、キンタナ・ロー州カンクンでWBA世界スーパーフェザー級14位のセルヒオ・トンプソンと2度目の防衛戦を行う予定だったが、前日計量でバスケスが3ポンド体重超過の133ポンドを計測し計量失格となり王座を剥奪された。試合はトンプソンが勝てば王座を獲得し、バスケスが勝てば空位となるという条件で行われ、6回にトンプソンをぐらつかせ、7回には鼻血を流させるなどしてバスケスがペースを握り、トンプソンの9回終了時棄権によりバスケスが勝利した為空位となった。
2015年5月29日、ニューヨークブルックリン区のバークレイズ・センターでアミール・カーン対クリス・アルギエリの前座で、内山高志のスーパー王座認定に伴うWBA世界スーパーフェザー級王座決定戦を元WBA世界フェザー級暫定王者でWBA世界スーパーフェザー級3位のハビエル・フォルトゥナと行い、12回0-3（112-116、2者が111-117）の判定負けを喫し5ヵ月ぶりの王座返り咲きに失敗した。
2017年8月5日、ロサンゼルスのマイクロソフトシアターにてワシル・ロマチェンコVSミゲル・マリアガの前座でレイムンド・ベルトランと対戦し、判定負けを喫した。
2018年6月、ボブ・アラムのトップランク社と契約した。
2024年12月29日、サンホセで2019年4月20日以来となる復帰戦としてホルヘ・メンデスと対戦し、初回1分25秒TKO勝ちを収めた。

## 獲得タイトル
- WBAフェデラテンフェザー級王座
- WBAフェデボルスーパーフェザー級王座
- WBAフェデラテンスーパーフェザー級王座
- WBA世界スーパーフェザー級暫定王座（防衛1）
- WBA世界スーパーフェザー級暫定王座（防衛1＝剥奪）